# Calcio Padova 1981-1982
Questa voce raccoglie le informazion riguardanti il Calcio Padova nelle competizioni ufficiali della stagione 1981-1982.

## Stagione
Il Padova nel campionato di Serie C1 1981-1982 (Girone A) si classificò al quinto posto con 40 punti, gli stessi della Triestina.
In Coppa Italia Serie C non superò la prima fase eliminatoria classificandosi al secondo posto nel girone 8 dietro al Vicenza qualificato.

## Rosa

Una formazione della stagione, in campo con la seconda maglia rossa.

| N. |                       | Ruolo | Calciatore         |
| -- | --------------------- | ----- | ------------------ |
|    | Italia (bandiera)     | P     | Paolo De Toffol    |
|    | San Marino (bandiera) | P     | Claudio Maiani     |
|    | Italia (bandiera)     | D     | Walter Berlini     |
|    | Italia (bandiera)     | D     | Antonio Brunello   |
|    | Italia (bandiera)     | D     | Cornelio Donati    |
|    | Italia (bandiera)     | D     | Fulvio Fellet      |
|    | Italia (bandiera)     | D     | Lino Giusto        |
|    | Italia (bandiera)     | D     | Giovanni Sgarbossa |
|    | Italia (bandiera)     | C     | Franco Cerilli     |
|    | Italia (bandiera)     | C     | Antonio Favaro     |

| N. |                   | Ruolo | Calciatore          |
| -- | ----------------- | ----- | ------------------- |
|    | Italia (bandiera) | C     | Emilio Da Re        |
|    | Italia (bandiera) | C     | Fabrizio De Poli    |
|    | Italia (bandiera) | C     | Sauro Massi         |
|    | Italia (bandiera) | A     | Nicola Cavestro     |
|    | Italia (bandiera) | A     | Franco Pezzato      |
|    | Italia (bandiera) | A     | Federico Gabban     |
|    | Italia (bandiera) | A     | Emanuele Gattelli   |
|    | Italia (bandiera) | A     | Andrea Sambugaro    |
|    | Italia (bandiera) | A     | Antonello Spinoccia |
|    | Italia (bandiera) | A     | Stefano Marchetti   |

## Risultati

### Serie C1

#### Girone di andata
| 20 settembre 1981 1ª giornata | Padova | 4 – 2 | Mantova |  |

| 27 settembre 1981 2ª giornata | Sanremese | 1 – 1 | Padova |  |

| 4 ottobre 1981 3ª giornata | Padova | 3 – 0 | Fano |  |

| 11 ottobre 1981 4ª giornata | Triestina | 1 – 2 | Padova |  |

| 18 ottobre 1981 5ª giornata | Padova | 1 – 1 | Monza |  |

| 25 ottobre 1981 6ª giornata | Lanerossi Vicenza | 0 – 0 | Padova |  |

| 1º novembre 1981 7ª giornata | Padova | 1 – 0 | Empoli |  |

| 8 novembre 1981 8ª giornata | Treviso | 1 – 0 | Padova |  |

| 15 novembre 1981 9ª giornata | Padova | 3 – 1 | Sant'Angelo |  |

| 22 novembre 1981 10ª giornata | Padova | 4 – 1 | Trento |  |

| 29 novembre 1981 11ª giornata | Alessandria | 0 – 2 | Padova |  |

| 6 dicembre 1981 12ª giornata | Padova | 2 – 0 | Piacenza |  |

| 13 dicembre 1981 13ª giornata | Forlì | 3 – 1 | Padova |  |

| 20 dicembre 1981 14ª giornata | Atalanta | 4 – 0 | Padova |  |

| 3 gennaio 1982 15ª giornata | Padova | 1 – 0 | Parma |  |

| 10 gennaio 1981 16ª giornata | Rhodense | 0 – 1 | Padova |  |

| 17 gennaio 1981 17ª giornata | Padova | 0 – 0 | Modena |  |

#### Girone di ritorno
| 24 gennaio 1982 18ª giornata | Mantova | 0 – 1 | Padova |  |

| 31 gennaio 1982 19ª giornata | Padova | 1 – 1 | Sanremese |  |

| 7 febbraio 1982 20ª giornata | Fano | 3 – 2 | Padova |  |

| 14 febbraio 1982 21ª giornata | Padova | 0 – 1 | Triestina |  |

| 21 febbraio 1982 22ª giornata | Monza | 4 – 0 | Padova |  |

| 28 febbraio 1982 23ª giornata | Padova | 1 – 0 | Lanerossi Vicenza |  |

| 7 marzo 1982 24ª giornata | Empoli | 0 – 0 | Padova |  |

| 21 marzo 1982 25ª giornata | Padova | 1 – 1 | Treviso |  |

| 28 marzo 1982 26ª giornata | Sant'Angelo | 0 – 0 | Padova |  |

| 4 aprile 1982 27ª giornata | Trento | 1 – 1 | Padova |  |

| 18 aprile 1982 28ª giornata | Padova | 1 – 0 | Alessandria |  |

| 25 aprile 1982 29ª giornata | Piacenza | 2 – 1 | Padova |  |

| 2 maggio 1982 30ª giornata | Padova | 2 – 2 | Forlì |  |

| 9 maggio 1982 31ª giornata | Padova | 0 – 1 | Atalanta |  |

| 16 maggio 1982 32ª giornata | Parma | 0 – 1 | Padova |  |

| 23 maggio 1982 33ª giornata | Padova | 3 – 0 | Rhodense |  |

| 30 maggio 1982 34ª giornata | Modena | 2 – 0 | Padova |  |

## Statistiche

### Statistiche dei giocatori
| Giocatore    | Serie C1 | Serie C1 | Coppa Italia Serie C | Coppa Italia Serie C | Totale   | Totale |
| Giocatore    | Presenze | Reti     | Presenze             | Reti                 | Presenze | Reti   |
| ------------ | -------- | -------- | -------------------- | -------------------- | -------- | ------ |
| P. De Toffol | 22       | ?        | ?                    | ?                    | 22+      | ?      |
| C. Maiani    | 12       | ?        | ?                    | ?                    | 12+      | ?      |
| W. Berlini   | 27       | 0        | ?                    | ?                    | 27+      | 0+     |
| A. Brunello  | 29       | 0        | ?                    | ?                    | 29+      | 0+     |
| C. Donati    | 18       | 0        | ?                    | ?                    | 18+      | 0+     |
| F. Fellet    | 33       | 3        | ?                    | ?                    | 33+      | 3+     |
| L. Giusto    | 9        | 0        | ?                    | ?                    | 9+       | 0+     |
| G. Sgarbossa | 28       | 3        | ?                    | ?                    | 28+      | 3+     |
| F. Cerilli   | 33       | 0        | ?                    | ?                    | 33+      | 0+     |
| A. Favaro    | 29       | 2        | ?                    | ?                    | 29+      | 2+     |
| E. Da Re     | 30       | 5        | ?                    | ?                    | 30+      | 5+     |
| F. De Poli   | 21       | 2        | ?                    | ?                    | 21+      | 2+     |
| S. Massi     | 34       | 2        | ?                    | ?                    | 34+      | 2+     |
| N. Cavestro  | 32       | 10       | ?                    | ?                    | 32+      | 10+    |
| F. Pezzato   | 29       | 12       | ?                    | ?                    | 29+      | 12+    |
| F. Gabban    | 1        | 0        | ?                    | ?                    | 1+       | 0+     |
| E. Gattelli  | 17       | 1        | ?                    | ?                    | 17+      | 1+     |
| A. Sambugaro | 2        | 0        | ?                    | ?                    | 2+       | 0+     |
| A. Spinoccia | 13       | 0        | ?                    | ?                    | 13+      | 0+     |
| S. Marchetti | 3        | 1        | ?                    | ?                    | 3+       | 1+     |